# Katarínska Huta
Katarínska Huta (maďarsky Katalinhuta) je část obce Cinobaňa v okrese Poltár na Slovensku. V roce 1841 zde byla založena sklárna. V roce 1901 byl zahájen provoz na železniční trati Katarínska Huta – Breznička, na které je od roku 2003 pozastavena osobní doprava.

## Rodáci
- Viktor Pavlenda (1928–1990), ekonom, vysokoškolský učitel, politik